# Olpe (Nadrenia Północna-Westfalia)

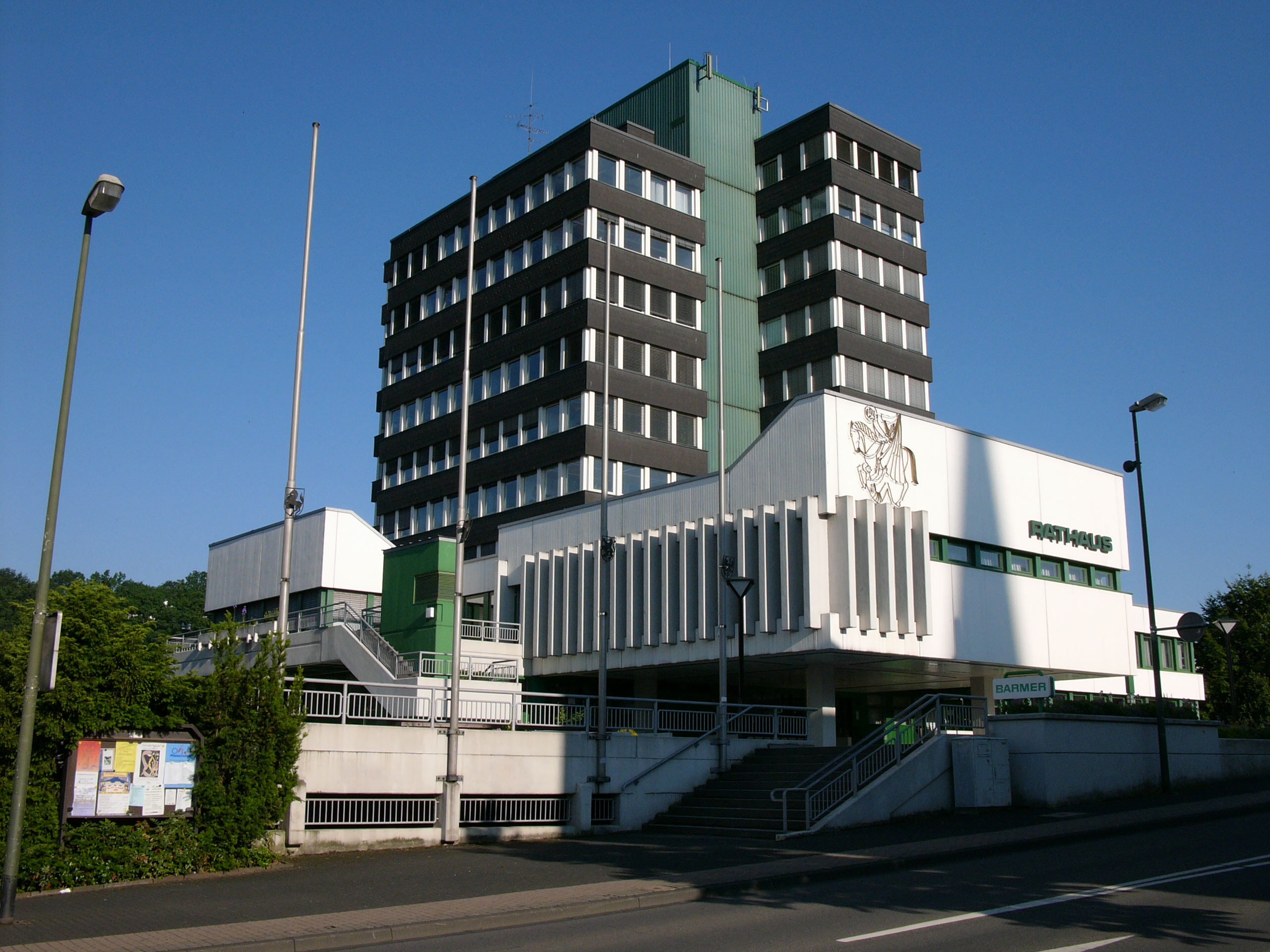
Ratusz w Olpe

Olpe − miasto powiatowe w Niemczech, w kraju związkowym Nadrenia Północna-Westfalia, siedziba powiatu Olpe. W 2010 roku liczyło 25 409 mieszkańców. Ośrodek przemysłowy i turystyczny.

## Demografia
| Rok  | Populacja | Uwagi                      |
| ---- | --------- | -------------------------- |
| 1781 | 1 354     |                            |
| 1890 | 3 088     |                            |
| 1910 | 5 334     |                            |
| 1939 | 7 561     |                            |
| 1950 | 10 280    |                            |
| 1969 | 14 148    | po zmianach terytorialnych |
| 1970 | 21 164    | po zmianach terytorialnych |
| 1975 | 22 137    |                            |
| 1980 | 22 351    |                            |
| 1985 | 23 799    |                            |
| 1990 | 24 708    |                            |
| 1995 | 25 430    |                            |
| 2000 | 25 660    |                            |
| 2005 | 26 440    |                            |
| 2006 | 26 377    |                            |